# Bengt Nyquist
Bengt Nyquist, född den 25 maj 1932, död den 26 juli 2023, var en svensk ljudtekniker,  musikforskare, radioman, författare och musikproducent.
Nyquist forskade framför allt kring svensk jazz och underhållningsmusik. Han medverkade i radio och TV samt skrev ett flertal böcker liksom kommentarer till utgåvor i skivserien Svensk jazzhistoria. Han var vidare medlem av diskografigruppen inom Gruppen för svensk jazzhistoria vid Svenskt visarkiv.
Nyquist var värd för programmet Sommar den 7 augusti 1995.